# НПО «Энергомаш» имени академика В. П. Глушко
АО «НПО Энергомаш имени академика В. П. Глушко» — головное предприятие интегрированной структуры, объединившей ведущие российские предприятия ракетного двигателестроения (ИСРД).
«НПО Энергомаш» является разработчиком и производителем мощных жидкостных ракетных двигателей первой ступени для российских и зарубежных ракет-носителей космического назначения.
Предприятие входит в госкорпорацию «Роскосмос», является дочерним предприятием АО «ОРКК». В его состав включены:
ПАО «Протон-ПМ» (Пермь) — изготовитель двигателей РД-275М для ракеты-носителя тяжелого класса «Протон-М»;
АО «Конструкторское бюро химавтоматики» (Воронеж) — разработчик и изготовитель двигателей для верхних ступеней ракет «Союз» и «Ангара».
Предприятие основано в 1929 году; расположено в городе Химки в Московской области.

## История
Предприятие основано в 1929 году.
3 июля 1946 года, в соответствии с Приказом Министра авиапрома о перепрофилировании авиаремонтного завода № 456 под производство ЖРД и переводе в Химки ОКБ-СД из Казани, Главным конструктором ОКБ при заводе № 456 назначен В. П. Глушко
Названо в честь академика В. П. Глушко 15 мая 1991 года.
3 июля 1946 года был издан приказ о переезде ОКБ-СД в Химки и организовано ОКБ-456 по разработке мощных ЖРД. 10 октября 1948 года успешно была запущена первая советская баллистическая ракета Р-1 (ракета) с разработанным в ОКБ двигателем РД-100 . Руководителем разработок был Валентин Петрович Глушко.
5 октября 1957 года был запущен первый искусственный спутник Земли Спутник-1 с двигателями РД-107 и РД-108 разработки ОКБ-456 на первой и второй ступенях. ОКБ было награждено Орденом Ленина.
Работа над ними заняла у коллектива ОКБ 3 года. 12 апреля 1961 года ракета-носитель «Восток» выведена двигателями РД-107/108 на орбиту.
С 1961 года по 1965 велась разработка двигателя РД-253. Первый пуск ракеты-носителя «Протон» с двигателями РД-253 на первой ступени состоялся 16 июля 1965 года. В 1972 году предприятие было удостоено очередной государственной наградой — орденом Октябрьской Революции за большой вклад в организацию и развитие работ по созданию новой техники.
25 августа 1980 года было произведено первое огневое испытание РД-170 для советской сверхтяжелой ракеты-носителя «Энергия».
В январе 1996 года НПО, победив в конкурсе на разработку двигателя для модернизированной РН «Атлас», проводимом американской фирмой Lockheed Martin, приступило к разработке двигателя РД-180; этот двигатель считается одним из лучших двигателей в мире по своим параметрам, и одним из самых надёжных.  По состоянию на 18 апреля 2017 года осуществлено 77 подряд успешных стартов РН семейства «Атлас» с двигателями РД-180 и 71 старт РН «Атлас-5».
Двигатель РД-191 разработан в 2009—2010 гг., для РН «Ангара».
Двигатель РД-181 разработан в 2014—2015 гг.
В январе 2015 года АО «НПО „Энергомаш“» заключило контракт с американской корпорацией Orbital Sciences Corporation на поставку двигателей РД-181 для первой ступени РН «Антарес». Двигатель РД-181 разработан специально для использования на РН «Антарес», его использование позволит доставлять на МКС и низкие орбиты значительно больше полезной нагрузки. 1 июня 2016 впервые было проведено огневое стендовое испытание первой ступени РН «Антарес» с двумя двигателями РД-181; 18 октября осуществлён первый запуск модернизированной РН «Антарес», оснащённой этими двигателями РД-181.
В 2016 году начата первая совместная разработка нового ракетного двигателя на компонентах кислород+метан, силами конструкторского бюро НПО «Энергомаш» (главный конструктор В. Д. Горохов) и КБХА.

## Деятельность
Предприятие специализируется на разработке и производстве ракетных двигателей, которые вывели в космос первый искусственный спутник Земли, первого человека, первый самоходный аппарат «Луноход-1», ракетно-космическую систему «Энергия-Буран», новую российскую ракету-носитель «Ангара». Двигатели, разработанные предприятием, устанавливаются практически на все российские ракеты-носители: «Союз», «Протон», «Ангара» и на американские «Атлас-5» и «Антарес».
Является разработчиком самого мощного в мире жидкостного ракетного двигателя РД-170/РД-171.
Каждая третья ракета-носитель в мире стартует на двигателях разработки и производства НПО «Энергомаш».
За всю историю освоения человеком космического пространства, двигатели НПО «Энергомаш» осуществили более 2400 абсолютно успешных пусков.
НПО «Энергомаш» выпустило более 12 000 двигателей, разработав более 60 различных модификаций двигательных установок первой и второй ступени.
В серийное производство НПО «Энергомаш» было передано 60 ЖРД собственной разработки. Ряд из них продолжают эксплуатироваться в составе МБР и космических РН.
В производстве используются современные материалы, новые технические и конструкторские решения, за счёт чего удается увеличивать энергетику двигателей.
Как заявил генеральный директор НПО «Энергомаш» И. Арбузов в январе 2018 года, «сегодня зарубежные контракты обеспечивают более половины выручки, остальное — госзаказ. Основная часть выручки формируется из поставок ракетных двигателей в США — РД-180 для United Launch Alliance и РД-181 для Orbital ATK».
28 февраля 2019 года наблюдательный совет «Роскосмоса» принял решение о создании на базе НПО «Энергомаш» холдинга ракетного двигателестроения. В состав новой структуры войдут ПАО «Протон-ПМ» (Пермский край), АО КБХА (Воронежская область), АО «НИИМаш» (Свердловская область), АО «КБХМ» (Московская область, общество) и АО «ОКБ „Факел“» (Калининградская область). Кроме того, в 2019 году планируется изготовить первую партию модернизированных двигателей для ракеты-носителя (РН) «Союз» на новом горючем.

## Продукция
В НПО «Энергомаш» приняты и используются следующие условные обозначения ЖРД:
- кислородные ЖРД — класс РД-1ХХ;
- долгохранимые (азотная кислота, азотный тетроксид) ЖРД — класс РД-2ХХ;
- фторные ЖРД — класс РД-3ХХ;
- ядерные РД — класс РД-4ХХ;
- перекисьводородные ЖРД — класс РД-5ХХ;
- ядерные ЭУ — класс РД-6ХХ;
- трёхкомпонентные ЖРД — класс РД-7ХХ.

Некоторые двигатели производства НПО «Энергомаш»:
- РД-107 и РД-108 — двигатели первых двух ступеней ракет семейства Р7;
- РД-120 — двигатель второй ступени РН «Зенит»;
- РД-170/РД-171 — двигатели первой ступени РН «Энергия» и «Зенит»;
- РД-180 — двигатели первой ступени РН «Атлас-5» и «Русь-М»;
- РД-191 — двигатели первой ступени РН семейства «Ангара»;
- РД-253 — двигатели первой ступени РН «Протон»;
- РД-264 — двигатель межконтинентальной баллистической ракеты Р-36М;
- РД-270 — двигатель лунной ракеты «УР-700».

## Руководство
- 3 июля 1946 года Главным конструктором ОКБ при заводе № 456 назначен В. П. Глушко.
- 1968—1992 гг. директором опытного завода-объединения был Станислав Петрович Богдановский (07.10.1922 — 11.06.2014). Вклад С. П. Богдановского в отечественное двигателестроение трудно переоценить: при нем активно развивалось и совершенствовалось производство, осваивались новые технологические процессы[18].
- C 11.07.1974 по 14.03.1991 годы заместителем генерального конструктора, главным конструктором и руководителем КБ являлся Виталий Петрович Радовский (11.05.1920 — 13.09.2001).
- C 14.03.1991 по 11.03.2005 гг. генеральный директор и главный конструктор — Борис Иванович Каторгин.
- Пирогов Николай Анатольевич — генеральный директор с 11.03.2005 по 27.04.2009 год.
- Пахомов Дмитрий Вячеславович — руководитель НПО с 2009 по 2010 год[19].
- Солнцев Владимир Львович — исполнительный директор ОАО «НПО Энергомаш» с 2010 по 2015 гг.[20]
- С сентября 2015 года должность генерального директора АО «НПО Энергомаш» занимает Игорь Александрович Арбузов[21][22].

## Сотрудничество
В конце 1990-х для поставок и лицензионного производства двигателя РД-180 «Энергомашем» совместно с американской фирмой «Пратт энд Уитни» было создано общество с ограниченной ответственностью «РД АМРОСС».
В 2014 году, после введения санкций против России, Министерство обороны США заявило, что потребуется 5 лет и 1 миллиард долларов для запуска производства двигателей американской промышленностью.
В январе 2015 года АО «НПО „Энергомаш“» заключило ещё один контракт с американской корпорацией Orbital Sciences Corporation (OSC, в настоящее время Orbital ATK), на поставку ракетных двигателей РД-181, для использования на первой ступени РН «Антарес». Этот двигатель разработан специально для использования на РН «Антарес», его использование позволит доставлять на МКС и низкие орбиты значительно больше полезной нагрузки. РД-181 представляет собой модификацию двигателя РД-191, обеспечившего успешный полёт РН «Ангара» летом 2014 года и установленного на ракету-носитель «Ангара», совершившую полёт в декабре 2014 года с космодрома Плесецк. .
Зарубежные контракты обеспечивают более половины выручки (2018); основная часть формируется из поставок ракетных двигателей в США — РД-180 для United Launch Alliance и РД-181 для Orbital ATK.

## Инцидент с отсутствующими фрагментами ограждения территории предприятия
В декабре 2011 года группа блогеров, посетив территорию НПО, обнаружили, что некоторые части его ограждения отсутствуют. Опубликованный ими отчёт о походе вызвал интерес ФСБ, а правительство поручило Роскосмосу навести порядок на режимных объектах.